# Velké Všelisy
Velké Všelisy (en allemand : Groß Wschelis) est une commune du district de Mladá Boleslav, dans la région de Bohême-Centrale, en République tchèque. Sa population s'élevait à 396 habitants en 2020.

## Géographie
Velké Všelisy se trouve à 12 km à l'ouest-sud-ouest de Mladá Boleslav et à 40 km au nord-est de Prague.
La commune est limitée par Kadlín et Boreč au nord, par Doubravička et Sovínky à l'est, par Bezno au sud-est, par Nemyslovice et Kropáčova Vrutice au sud, et par Mělnické Vtelno et Chorušice à l'ouest.

## Histoire
La première mention écrite de la localité date de 1180.

## Administration
La commune se compose de quatre quartiers :
- Velké Všelisy
- Krušiny
- Malé Všelisy
- Zamachy

## Transports
Par la route, Velké Všelisy se trouve à 18 km de Mladá Boleslav et à 56 km du centre de Prague.